# Jewgienij Glejzerow
Jewgienij Emmanuiłowicz Glejzerow, ros. Евгений Эммануилович Глейзеров (ur. 20 marca 1963) – rosyjski szachista, arcymistrz od 1993 roku.

## Kariera szachowa
W latach 80. XX wieku kilkukrotnie startował w eliminacyjnych turniejach indywidualnych mistrzostw Związku Radzieckiego. Najlepszy wynik w tych rozgrywkach osiągnął w 1987 r. w Kursku, dzieląc w półfinale V-VI miejsce. W turniejach międzynarodowych zaczął uczestniczyć pod koniec lat 80. Odniósł szereg sukcesów, zwyciężając bądź dzieląc I miejsca m.in. w: Warszawie (1991), Pardubicach (1992), Woskriesiensku (1993), Czelabińsku (1993), Dreźnie (1994), Mińsku (1996), Leeuwarden (1997), Göteborgu (1997), Lublanie (2000), Maladze (2000), Mondariz (2000), Bydgoszczy (2000), Barlinku (2001, memoriał Emanuela Laskera), Abu Zabi (2002), Sztokholmie (2004/05, turniej Rilton Cup), Kishu (2005), Teheranie (2005, 2006), Jassach (2007) oraz Meszhedzie (2011).
W pierwszej połowie lat 90. występował w rozgrywkach o drużynowe mistrzostwo Polski, reprezentując „Miedź” Legnica. W 1992 r. zdobył w Rewalu złoty, a w 1993 r. w Lubniewicach – brązowy medal.
Najwyższy ranking w dotychczasowej karierze osiągnął 1 maja 2011 r., z wynikiem 2600 punktów zajmował wówczas 42. miejsce wśród rosyjskich szachistów.